# Тимеј из Тауроменија
Тимеј (старогрчки Τιμαιος; око 356 - око 260. п. н. е.) је старогрчки историчар, син Андромахе, оснивача Тауроменија. 
Тимеј је познат као аутор низа дела, од којих је најзначајнија „Историја“ (у 38 или 43 књиге).  Написао је, историју своје домовине Сицилије 352-325. п. н. е., од античких времена до 264. п. н. е. Биографија Тимеј је активно учествовао у политичкој борби која се водила на његовом родном острву Сицилији; био присталица Тимолеона; протеран од тирана из Сиракузе Агатокле (око 317. п. н. е.), преселио се у Атину; Према некима, ту је и умро, по другима, под Хијероном II вратио се у домовину. Доживео је дубоку старост (умро око 260. п. н. е.). 

## Зборник радова
Тимеј је најпознатији историчар Сицилије. Његово дело „Историја” (Ιστοριαι) главни је извор не само о историји овог острва у антици, већ и Италије уопште и Хелена на Западу, а делом и Картагине. Састоји се од 38 књига, од којих 33 покривају историју Сицилије од античких времена до Агатокла, а 5 - историју овог другог. Осим тога, као у виду додатка, Тимеј је написао и историју Пира и његових ратова у Италији и на Сицилији. Са великом марљивошћу и прикупио је богат материјал, много путовао, користио се натписима, па чак и проучавао документе који се односе на Картагину и Феничане. Његов рад је посебно значајан у односу на хронологију: Тимеј је своју хронологију засновао на списку победника на Олимпијским играма и тако увео приказ Олимпијаде, који је касније постао општеприхваћен у историјским списима за дуго времена. На овај панхеленски хронолошки систем он је свео појединачне локалне системе - рачунајући по ефорима, по архонтима и сл. 
Полибије је открио да Тимеју недостају погледи практичног државника. Уопште, Тимеј је делимично следио реторички тренд у грчкој историографији, који је у Грчкој стекао превласт од времена Исократа и његових најближих ученика. У његовом раду истакнуто место заузимали су дуги говори. Придавао је значај предзнацима и сновима, изрекама пророчишта и разним предвиђањима; видео радњу судбине у догађајима. Тимејево дело је имало велики утицај на касније историчаре: Диодор Сикулски, Помпеј Трог и Плутарх су црпели из њега; Дугујемо му углавном податке које имамо о историји, географији и етнографији древне Сицилије и Италије. „Историја“ Тимеја није сачувана у целини, већ су само њени фрагменти сачувани захваљујући референцама и цитатима старих; сакупљени су у Фрагмента Хисторицорум Граецорум Карла Милера (том I и IV).